# Stanley Unwin
Sir Stanley Unwin (* 19. Dezember 1884 in London; † 13. Oktober 1968 ebenda) war ein britischer Verleger und Verlagsgründer.

## Leben

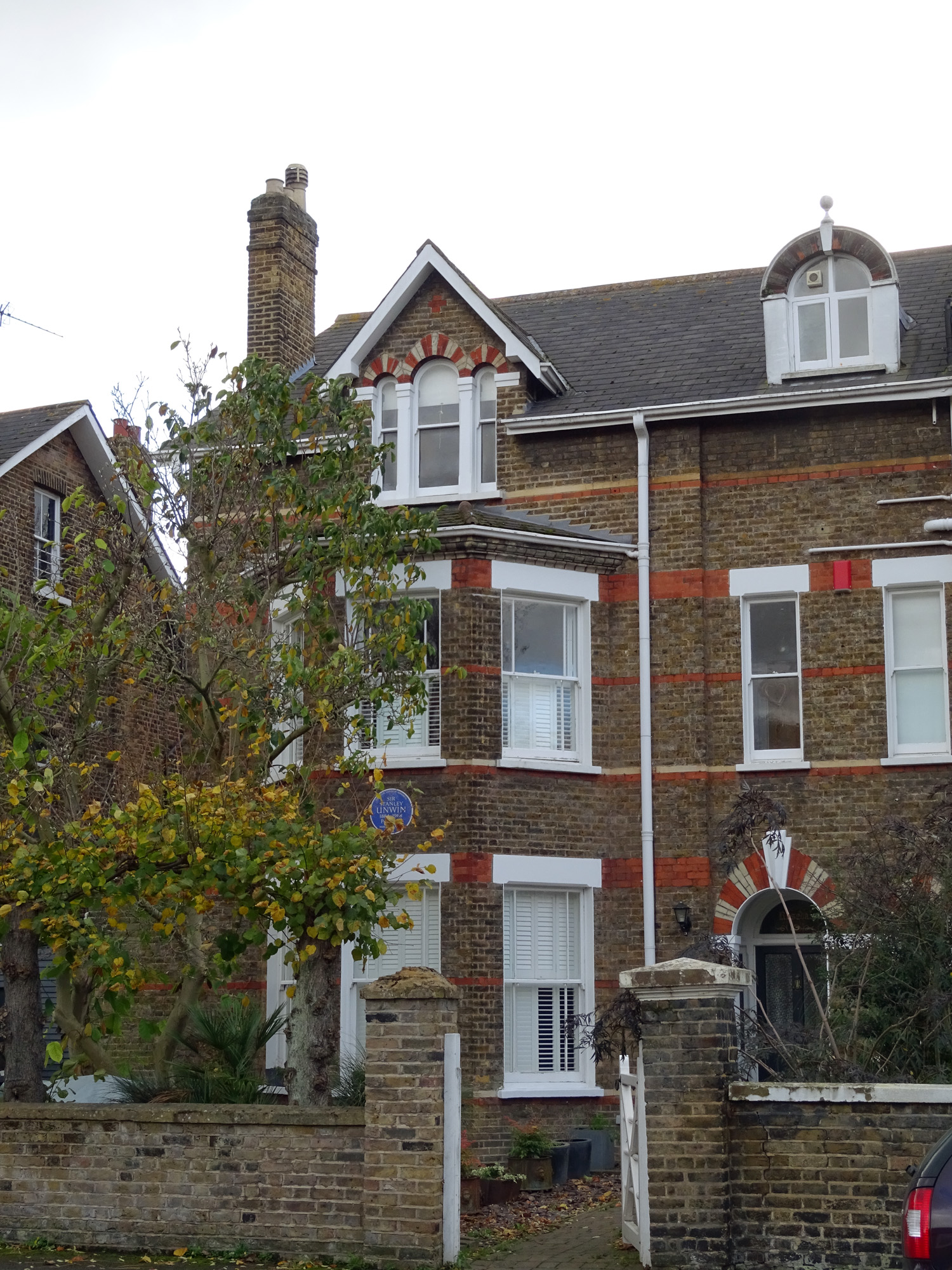
Geburtshaus von Stanley Unwin an der Handen Road, London

Unwin wurde als jüngstes von neun Kindern des Druckers Edward Unwin (1840–1933, Sohn von Jakob Unwin) und dessen Frau Elizabeth (1840–1921, Tochter des Papierfabrikanten James Spicer) in London geboren. Er besuchte von 1897 bis 1899 die „Abbotsholme School“ in Derbyshire und wurde an der „School for Sons of Missionaries“ in Blackheath erzogen. Er verließ diese nach zwei Jahren, da die Druckerei seines Vaters in Chilworth in Surrey niederbrannte und zum finanziellen Ruin der Familie führte.
Unwin arbeitete zunächst als Laufbote im Büro eines Schiffs- und Versicherungsmaklers und ging im Jahr 1903 für einige Zeit nach Leipzig in Deutschland. In dieser Zeit sammelte er erste Erfahrungen als Verleger im deutschen Buchhandel, was seiner späteren Tätigkeit zugutekam. Im Jahr 1904 suchte Unwin seinen Onkel Thomas Fisher Unwin, den jüngeren Stiefbruder seines Vaters am Paternoster Square in London auf. Dieser war ein erfolgreicher Verleger von dem der junge Unwin das Handwerk des Verlagswesens, spezialisiert auf Verträge und die Vermarktung von Auslandsrechten erlernte. Bald war Unwin so erfolgreich, dass er nach einer Weltreise mit seinem späteren Schwager Severn Storr darüber nachsann einen eigenen Verlag zu gründen. Ihre gemeinsamen Erlebnisse werden in dem Bericht Two young men see the world wiedergegeben.

### Verlagsgründung und Kriegsjahre
Im Jahr 1911 hatte George Allen seinen Verlag mit Swan Sonnenschein zusammengeführt, trotzdem konnten sie den drohenden Konkurs nicht abwenden und mussten ihr Unternehmen verkaufen. So übernahm Unwin im Jahr 1914 den Verlag „George Allen & Co.“, der im Wesentlichen die Werke von John Ruskin herausgab, daher waren es eher die Anteile von Sonnenschein, die ihn zur Übernahme bewogen, der unter anderem Werke von Karl Marx, George Bernard Shaw, George Moore oder Sigmund Freud verlegte. Der 4. August 1914, an dem „George Allen & Unwin Ltd.“ gegründet wurde, war kein glücklicher Tag, denn er fiel auf das Datum, an dem sein Vaterland offiziell in den Ersten Weltkrieg eintrat.
Da Unwin es sich so kurz nach der Verlagsgründung nicht erlauben konnte, als Soldat aktiven Frontdienst zu leisten, tat er sich im Abschnitt „London I“ als freiwilliger Helfer hervor. Er absolvierte beispielsweise Prüfungen in Erster Hilfe und Hauskrankenpflege, wurde während der Luftangriffe tätig, nahm an der Wiederherstellung eines abgestürzten Zeppelins teil oder fungierte als Portier im Charing Cross Hospital.
Neben seinem Pazifismus wehrte sich Unwin gegen die Zensur im Bereich der Herausgabe von Schriften. Dementsprechend widmete er sich auch kontroversen Autoren, um den freien Austausch von Ideen zu unterstützen. Er veröffentlichte unter anderem Bücher von und über Kriegsdienstverweigerer, was ihm offene Feindseligkeiten einbrachte. Viele Buchhändler weigerten sich beispielsweise das I Appeal unto Caesar (1915) von Mrs. Henry Hobhouse zu verbreiten. Wer es erwerben wollte, musste direkt zum Verlag kommen. Unwin gab an, dass das Buch, das durch eine Entscheidung des Parlaments abgewiesen worden war, sich tausendfach verkaufte. Diese Erfahrung sei jedoch „ein harter Kampf mit dem Buchhandel gewesen, den er nie vergessen würde“. Der Verlag veröffentlichte unter anderem Werke umstrittener Autoren wie Bertrand Russell (The Principles of Social Reconstruction, 1916) oder von Mahatma Gandhi.
In den 1930er Jahren war Unwin sich der wachsenden Bedrohung durch die Nationalsozialisten bewusst und erkannte die Gefahr durch die beginnende Verfolgung der Juden. Er drängte seinen Freund, den Verleger Béla Horovitz, Inhaber des Verlagshauses Phaidon Press, Österreich zu verlassen und ihm die Firma zu verkaufen, um sie zu retten. Die Übernahme dieses berühmten Kunstverlages erzürnte die deutschen Behörden. Unwin erfuhr später, dass sein Name auf der als Black Book bekannt gewordenen Sonderfahndungsliste G.B. stand, einem 1940 vom Reichssicherheitshauptamt in Berlin zusammengestellten Verzeichnis von Personen, die im Falle einer erfolgreichen Invasion der britischen Insel durch die deutsche Wehrmacht von Sondereinheiten der SS automatisch und vorrangig in Haft genommen werden sollten.
Unwin war von 1936 bis 1938 und von 1946 bis 1954 Präsident und ab 1955 Ehrenpräsident der Internationalen Verleger-Union.
Im Jahr 1936 reichte J. R. R. Tolkien bei ihm das Manuskript zu dem Buch The Hobbit ein, mit der Bitte diese Geschichte zu verlegen. Da das Buch erfolgreich veröffentlicht wurde, bat Unwin Tolkien um eine Fortsetzung, die schließlich mit dem Romanzyklus Der Herr der Ringe (1954/55) ebenfalls in seinem Verlag herausgegeben wurde.

### Ehrungen
- 1945 wurde Unwin durch die University of Aberdeen die „Ehrendoktorwürde“ verliehen.
- 1946 wurde er zum „Knight of the Order of the British Empire“ in den Ritterstand erhoben und durfte sich von da an Sir Stanley Unwin nennen.[5]
- 1950 wurde er in die American Academy of Arts and Sciences gewählt.
- 1966 wurde er zum „Knight Commander des Order of St. Michael and St. George“ (KCMG) ernannt.
- Er erhielt des Weiteren Auszeichnungen aus Frankreich („officier de l’Académie française“), der Tschechoslowakei (Träger des „Orden des Weißen Löwen“) und in Island („Ritter des Falkenordens“).[1]

### Familie
Am 19. Dezember 1914 heiratete Unwin (Alice) Mary Storr (1883–1971, Tochter des Auktionators Rayner Storr). Sie hatten zusammen vier Kinder:
- Elizabeth Spicer Unwin (1916–1916)
- David Storr Unwin (1918–2010), der Kinderbuchautor wurde
- Ruth Severn Unwin (1920–1998)
- Rayner Stephens Unwin (1925–2000)

Unwin lebte in Lee im Südosten von London. Seine Nichte war die Kinderbuchautorin Ursula Moray Williams.

## Schriften (Auswahl)
- The work of V. A. D., London 1, during the war. George Allen & Unwin, London 1920; OCLC 14792636.
- The truth about publishing. George Allen & Unwin, London 1926. (8. Auflage 1976, ISBN 0-04-655014-3).
- Franz Schnabel (Übersetzer): Das wahre Gesicht des Verlagsbuchhandels. Poeschel, Stuttgart 1927; OCLC 64410566 (deutsche Ausgabe).
- The truth about a publisher; an autobiographical record. George Allen & Unwin, London 1960; OCLC 1343424.
- Hans Jürgen Hansen (Übersetzer): Ein Verleger erzählt: Autobiographie. Ehrenwirth, München 1960; OCLC 64535217 (deutsche Ausgabe).
- mit Severn Storr: Two young men see the world. George Allen & Unwin, London 1934 OCLC 3020984.